# Gymnasium Schillerstraße
Das Gymnasium Schillerstraße (BRG und BORG Feldkirch) ist ein Bundesrealgymnasium und Bundesoberstufenrealgymnasium in Feldkirch.

## Architektur und Gebäude
Die Schule verfügt über eine Bibliothek, einen Turnsaal, ein Schulbuffet, eine Mensa und mehrere Sportanlagen.

## Pädagogische Arbeit, Ausstattung und Angebote
Das Gymnasium Schillerstraße hat 36 Klassen zwischen der 5. und 13. Schulstufe (Stand: 2017/18). Seit dem Schuljahr 2018/19 bietet es für die Unterstufen-Klassen eine Ganztagesbetreuung an.
Im Jahr 2011 war die Schule für den Österreichischen Schulpreis nominiert.
2017 erreichte das Gymnasium beim österreichweiten Starke-Schule-Award in den Kategorien „Wissenschaftspreis“ und „Jurypreis“ jeweils den dritten Rang.

### Realgymnasium
Seit dem Schuljahr 2001/02 wird an der Schule ein Realgymnasium mit den Schwerpunkten Sprachen und Informatik/Kommunikation angeboten.
Der erste Schwerpunkt des Realgymnasiums liegt in der Vermittlung lebender Fremdsprachen. In der 1. Klasse beginnen die Schüler mit Englisch, ab der 3. Klasse ist außerdem Französisch verpflichtend. Ab der 5. Klasse wählen die Schüler zwischen Latein und Spanisch als dritter Fremdsprache.
Das Wahlpflichtangebot ab der 6. Klasse bietet die Möglichkeit, zusätzlich Italienisch, Spanisch oder Russisch in geringerem Umfang zu wählen. Schüler, die in der 5. Klasse nicht Latein als Pflichtfach gewählt haben, können im Zuge eines Wahlpflichtfaches außerdem das kleine Latinum nachholen, welches zum Beispiel für ein Jus-, Medizin- oder Sprachenstudium in Österreich Voraussetzung ist.
Ein zweiter Schwerpunkt ist Informatik. Dieses Fach wird in der 1. und 5. Klasse im Umfang von zwei Wochenstunden unterrichtet und macht die Schüler mit Grundbegriffen der Informatik vertraut.
Sie lernen außerdem das 10-Finger-System, mit Textverarbeitung und Lernplattformen umzugehen sowie den Computer als Hilfsmittel bei Recherchearbeiten und Präsentationen einzusetzen.
Ab der 6. Klasse wird Informatik als Wahlpflichtfach für besonders Computerinteressierte angeboten und es besteht über Freifächer die Möglichkeit, Programmierkenntnisse für CAD sowie den Europäischen Computerführerschein zu erlangen.

### Oberstufen-Realgymnasium musisch
Der musische Zweig bietet Unterricht für Klavier, Violine, Gitarre, Klarinette/Saxophon, Trompete/Posaune, Blockflöte, Querflöte, Schlagzeug und Gesang für Anfänger und Fortgeschrittene. Ergänzt wird der Instrumental- und Gesangsunterricht durch eine wöchentliche Arbeit im Ensemble, welche klassenübergreifend stattfindet. Weiters wird Bildnerische Erziehung ab der 5. und 6. Klasse unterrichtet.
Im Wahlpflichtfach „Kulturmanagement und Kulturvermittlung“ lernen die Schüler in zwei Jahren, Kulturveranstaltungen zu entwerfen, zu organisieren und professionell abzuwickeln. Außerdem besteht die Möglichkeit, über das Wahlpflichtfach „Band“ Teil der Schulband zu werden.

### Oberstufen-Realgymnasium bildnerisch
Der bildnerische Zweig unterrichtet die Schüler in bildnerischem Gestalten und Werkerziehung. Seit dem Schuljahr 2013/14 vertieft eine zusätzliche Wochenstunde mit dem Schwerpunkt Kunstbetrachtung die Reflexion über die verschiedenen Möglichkeiten der Werkbetrachtung.
Im Wahlpflichtfach „Kulturmanagement und Kulturvermittlung“ lernen die Schüler in zwei Jahren, Kulturveranstaltungen zu entwerfen, zu organisieren und professionell abzuwickeln. In der 7. und 8. Klasse besteht außerdem die Möglichkeit, das Wahlpflichtfach „Von der Zeichnung zum Bild“ zu belegen.

### Oberstufen-Realgymnasium naturwissenschaftlich
Hier liegt der Schwerpunkt auf den naturwissenschaftlichen Fächern in der Oberstufe. In Biologie, Chemie und Physik werden vermehrt praktische Übungen durchgeführt. Informatik wird in allen vier Jahren unterrichtet und der Unterricht in den anderen Fächern bezieht verstärkt Computerarbeit mit ein.

### Musikgymnasium
Das Musikgymnasium Schillerstraße ist das drittälteste in Österreich und Teil des Gymnasiums Schillerstraße. Schüler, die auf ihren Instrumenten bereits ein hohes Können erreicht haben, können das Gymnasium von der 9. bis zur 13. Schulstufe besuchen und mit Matura abschließen. Voraussetzung dafür ist eine Aufnahmeprüfung am Vorarlberger Landeskonservatorium, das die weitere musikalische Ausbildung übernimmt.
Vielfältige musikalische Projekte, gemeinsamer Chorunterricht sowie eine jährliche Musicalproduktion schaffen besonders in diesem Schulzweig Verbindungen über die Klassengrenzen hinweg.

## Persönlichkeiten
Ehemalige Schüler
- Robert Schneider (* 1961), Schriftsteller
- Markus Wallner (* 1967), Landeshauptmann von Vorarlberg (seit 2011)
- Benny Omerzell (* 1984), Jazzmusiker und Filmschaffender
- David Helbock (* 1984), Jazzmusiker, Pianist und Komponist
- Luka Brajkovic (* 1999), Basketballspieler